# Bildtafel der Verkehrszeichen in Chile
Chile hat das Wiener Übereinkommen über Straßenverkehrszeichen der Vereinten Nationen ratifiziert und sich verpflichtet, seine Verkehrszeichen an internationale Standards anzupassen. Die aktuell gültigen Verkehrszeichen werden in der chilenischen Straßenverkehrsordnung aufgelistet, genormt und erklärt. Für den Text auf Wegweisern und Verkehrsschildern wird die Schriftart Ruta CL verwendet. In Chile gilt Rechtsverkehr.

## Vorschriftszeichen

### Vorrangzeichen
Vorrangzeichen (spanisch Señales de Prioridad) besitzen das Kürzel RPI. Das Zeichen RPI - 3 ist tragbar und wird temporär von Schülerlotsen genutzt und hat die gleiche Funktion wie eine Winkerkelle.

RPI - 1 Vorfahrt gewähren
RPI - 2 Halt. Vorfahrt gewähren
RPI - 3 Halt. Schülern Vortritt gewähren

### Verbotszeichen
Verbotszeichen (spanisch Señales de Prohibición) besitzen das Kürzel RPO. Verbotsschilder sind kreisförmig und rot umrandet. Im Gegensatz zu Beschränkungs- und Gebotszeichen sind sie stets diagonal durchgestrichen.

RPO - 1 Einfahrt verboten
RPO - 2a Linksabbiegen verboten
RPO - 2b Rechtsabbiegen verboten
RPO - 2c Wendeverbot
RPO - 3 Überholverbot
RPO - 4 Spurwechsel verboten
RPO - 5 Verbot für Nutzfahrzeuge
RPO - 6 Verbot für Kraftwagen
RPO - 7 Verbot für Kraftomnibusse
RPO - 8 Verbot für Radverkehr
RPO - 9 Verbot für Krafträder
RPO - 10 Verbot für landwirtschaftliche Fahrzeuge
RPO - 11 Verbot für Gespannfuhrwerke
RPO - 12 Verbot für Handwägen
RPO - 13 Parkverbot
RPO - 14 Behindertenparkplatz
RPO - 15 Halteverbot
RPO - 16 Verbot für Fußgänger
RPO - 17 Halteverbot auf Bodenmarkierung
RPO - 18 Hupverbot

### Beschränkungszeichen
Beschränkungszeichen (spanisch Señales de Restricción) besitzen das Kürzel RR. Diese Schilder sind kreisförmig und rot umrandet. Beschränkungen können (wie in Deutschland) mit einem fünfmal durchgestrichenem grauen Pendant aufgehoben werden. Das Zeichen RR - 9 kann entsprechend variieren. Ebenso können Geschwindigkeitsangaben und Fahrzeugeigenschaften variieren. Die Maßeinheit für Geschwindigkeitsangaben ist Kilometer pro Stunde, für Abmessungen Meter und für Massenangaben Tonnen.
Fehlt eine explizite Geschwindigkeitsbegrenzung, beträgt die Höchstgeschwindigkeit innerhalb von Ortschaften 60 km/h, außerhalb von Ortschaften 100 km/h und auf Autobahnen 120 km/h.

RR - 1 Höchstgeschwindigkeit (hier 50 km/h)
RR - 1a Geschwindigkeitszone
RR - 2 Mindestgeschwindigkeit (hier 40 km/h)
RR - 3 Gegenverkehr
RR - 4 Verbot für Fahrzeuge über angegebene tatsächliche Masse
RR - 5 Verbot für Fahrzeuge über angegebene tatsächliche Achslast
RR - 6 Verbot für Fahrzeuge über angegebene tatsächliche Höhe
RR - 7 Verbot für Fahrzeuge über angegebene tatsächliche Breite
RR - 8 Verbot für Fahrzeuge über angegebene tatsächliche Länge
RR - 9 Ende eines Verbotes (hier Überholverbot)
RR - 10 Verbot für Fahrzeuge ohne Mautsystem-Transponder

### Gebotszeichen
Gebotszeichen (spanisch Señales de Obligación) besitzen das Kürzel RO. Bis auf Richtungsangaben sind diese Schilder kreisförmig. Allerdings ist deren Farbgebung nicht einheitlich. Manche Zeichen sind rot umrandet; andere sind  (wie in Deutschland) blau hinterlegt mit weißem Piktogramm.

RO - 1a Verkehr in eine Richtung (Einbahnstraße)
RO - 1b Verkehr in beide Richtungen
RO - 1c Fußgängerverkehr
RO - 2a Fahrzeuge rechts halten
RO - 2b Nutzfahrzeuge rechts halten
RO - 3 Abbiegen (hier rechts)
RO - 4 Vorrang des Gegenverkehrs
RO - 4 Vorrang des Bergaufverkehrs
RO - 5 Fußgänger auf die Seite gehen (hier links)
RO - 6a Rechts vorbeifahren
RO - 6b Links vorbeifahren
RO - 6c Rechts oder links vorbeifahren
RO - 6d Kreisverkehr
RO - 7 Zollkontrolle
RO - 7 Polizeikontrolle
RO - 8 Schneeketten vorgeschrieben
RO - 9 Abblendlicht erforderlich
RO - 10 Nur Krafträder
RO - 11a Busfahrstreifen rechts
RO - 11b Busfahrstreifen links
RO - 12 Nur Linienbusse
RO - 13a Radfahrstreifen links
RO - 13b Radfahrstreifen rechts
RO - 14a Getrennter Rad- und Gehweg, Radweg links
RO - 14b Getrennter Rad- und Gehweg, Radweg rechts
RO - 15 Radweg
RO - 16a Beim Abbiegen nach rechts haben Radfahrer Vorrang
RO - 16b Beim Abbiegen nach links haben Radfahrer Vorrang
RO - 17a Beim Spurwechsel nach rechts haben Radfahrer Vorrang
RO - 17b Beim Spurwechsel nach links haben Radfahrer Vorrang
RO - 18 Absteigen und Fahrrad schieben

### Berechtigungszeichen
Berechtigungszeichen (spanisch Señales de Autorización) besitzen das Kürzel RA. Diese Schilder sind kreisförmig mit grünem Rand und werden auf einer rechteckigen Platte mit einer Textbeschreibung ergänzt.

RA - 1a Rechts abbiegen bei roter Ampel erlaubt (siehe: Grünpfeil)
RA - 1b Links abbiegen bei roter Ampel erlaubt
RA - 2 Reservierte Parkplätze

## Gefahrzeichen
Ähnlich wie die meisten anderen Länder in Nord- und Südamerika, verwendet Chile für Gefahrzeichen gelbe Rauten (Diamanten).

### Gefahrzeichen bezüglich des Straßenverlaufs

PG - 1a Rechtskurve
PG - 1b Linkskurve
PG - 2a Scharfe Rechtskurve
PG - 2b Scharfe Linkskurve
PG - 3a Kurvenreiche Straße – zunächst rechts
PG - 3b Kurvenreiche Straße – zunächst links
PG - 4a Doppelkurve – zunächst rechts
PG - 4b Doppelkurve – zunächst links
PG - 5a Scharfe Doppelkurve – zunächst rechts
PG - 5b Scharfe Doppelkurve – zunächst links
PG - 6a Serpentine – rechts
PG - 6b Serpentine – links
PG - 7a Gefälle
PG - 7b Gefälle (Nutzfahrzeuge)
PG - 7c Steigung
PG - 7d Steigung (Nutzfahrzeuge)
PG - 8a Bodenwelle
PG - 8b Position der Bodenwelle (unmittelbar daneben)
PG - 9 Unebene Fahrbahn
PG - 10 Bodensenke

### Gefahrzeichen bezüglich der Fahrbahnbeschaffenheit

PF - 1a Beidseitig verengte Fahrbahn
PF - 1b Einseitig verengte Fahrbahn – Verengung rechts
PF - 1c Einseitig verengte Fahrbahn – Verengung links
PF - 2 Schmale Brücke
PF - 3a Beidseitig verbreiterte Fahrbahn
PF - 3b Einseitig verbreiterte Fahrbahn – Verbreiterung rechts
PF - 3c Einseitig verbreiterte Fahrbahn – Verbreiterung links
PF - 4 Ankündigung RR - 4
PF - 5 Ankündigung RR - 6
PF - 6 Ankündigung RR - 7
PF - 7 Ankündigung RR - 8
PF - 8a Straße wird geteilt
PF - 8b Geteilte Straße endet

### Ankündigung von Straßenkreuzungen

PI - 1a Unbeschrankter Bahnübergang
PI - 1b Beschrankter Bahnübergang
PI - 2 Andreaskreuz: Dem Schienenverkehr Vorrang gewähren! (hier 2 Gleise)
PI - 3 Kreisverkehr
PI - 4a Gewöhnliche Straßenkreuzung
PI - 4b T-Kreuzung
PI - 4c Y-Kreuzung
PI - 4d Seitenkreuzung – rechts
PI - 4e Seitenkreuzung – links
PI - 4f Doppelte Kreuzung – zunächst rechts
PI - 4g Doppelte Kreuzung – zunächst links
PI - 4h Diagonale Einmündung – rechts
PI - 4i Diagonale Einmündung – links

### Warnung vor anderen Verkehrsteilnehmern

PO - 1 Gegenverkehr
PO - 2 Radverkehr
PO - 3 Landwirtschaftliche Fahrzeuge
PO - 4 Gespannfuhrwerke
PO - 5 Viehtrieb
PO - 6 Wildwechsel
PO - 7 Fußgänger
PO - 8 Fußgängerüberweg
PO - 9 Schulgelände
PO - 10 Spielende Kinder
PO - 11 Lichtzeichenanlage voraus
PO - 12 Vorfahrt gewähren voraus
PO - 13 Stoppschild voraus
PO - 14 Radfahrerüberweg
PO - 15 Feuerwehrausfahrt

### Gefahrzeichen für besondere Situationen

PE - 1 Steinschlag
PE - 2 Schleuder- oder Rutschgefahr
PE - 3 Rollsplitt
PE - 4 Oberleitung
PE - 5 Straßentunnel
PE - 6 Ufer
PE - 7 Flugbetrieb
PE - 8 Seitenwind
PE - 9 Bankett nicht befahrbar
PE - 10 Lawinengefahr
PE - 11 Absperrschranke
PE - 12 Gefahrstelle (mit Zusatzschild)

## Arbeitsstellen

### Gefahrzeichen für Arbeitsstellen
Neben den regulären Gefahrzeichen existiert für einige dieser Zeichen jeweils noch ein Pendant für temporäre Gegebenheiten, wie beispielsweise Arbeitsstellen. Diese nutzen jeweils dasselbe Piktogramm wie ihr Pendant, sind aber orange hinterlegt. Sie besitzen eine höhere Priorität als reguläre Verkehrszeichen.

#### Exklusive Gefahrzeichen für Arbeitsstellen
Diese vier Zeichen kommen nur für Arbeitsstellen zum Einsatz, Sie haben kein Pendant unter den regulären Gefahrzeichen und besitzen das Kürzel PT.

PT - 1 Beginn der Arbeitsstelle
PT - 2 Ende der Arbeitsstelle (mit Zusatzschild)
PT - 3 Auf Verkehrslotse achten
PT - 4 Baumaschinen

#### Gefahrzeichen bezüglich des Straßenverlaufs (Arbeitsstellen)

PTG - 1a Rechtskurve
PTG - 1b Linkskurve
PTG - 2a Scharfe Rechtskurve
PTG - 2b Scharfe Linkskurve
PTG - 3a Kurvenreiche Straße – zunächst rechts
PTG - 3b Kurvenreiche Straße – zunächst links
PTG - 4a Doppelkurve – zunächst rechts
PTG - 4b Doppelkurve – zunächst links
PTG - 5a Scharfe Doppelkurve – zunächst rechts
PTG - 5b Scharfe Doppelkurve – zunächst links
PTG - 6a Serpentine – rechts
PTG - 6b Serpentine – links
PTG - 10 Bodensenke

#### Gefahrzeichen bezüglich der Fahrbahnbeschaffenheit (Arbeitsstellen)

PTF - 1a Beidseitig verengte Fahrbahn
PTF - 1b Einseitig verengte Fahrbahn – Verengung rechts
PTF - 1c Einseitig verengte Fahrbahn – Verengung links
PTF - 4 Ankündigung RR - 4
PTF - 5 Ankündigung RR - 6
PTF - 6 Ankündigung RR - 7

#### Gefahrzeichen für besondere Situationen (Arbeitsstellen)

PTE - 1 Steinschlag
PTE - 2 Schleuder- oder Rutschgefahr
PTE - 3 Rollsplitt
PTE - 12 Gefahrstelle (mit Zusatzschild)

### Umleitungswegweiser
Wegweiser zur Ausweisung von Umleitungen (spanisch Señales que guían al usuario a través de un desvío) besitzen das Kürzel ITD. Die Tafeln sind orange hinterlegt.

ITD - 1 (links) Umleitungspfeil nach links
ITD - 1 (rechts) Umleitungspfeil nach rechts
ITD - 2 Entfernungsangabe
ITD - 3 Ende der Umleitung

### Tafeln über den Verlauf von Fahrstreifen
Tafeln die über den (temporären) Verlauf von Fahrstreifen informieren (spanisch Señales que informan sobre pistas de circulación) besitzen das Kürzel ITP. Die Tafeln sind orange hinterlegt.

ITP - 1a Einengungstafel – ohne Gegenverkehr – Einzug rechts, noch ein Fahrstreifen
ITP - 1b Einengungstafel – ohne Gegenverkehr – Einzug rechts, noch zwei Fahrstreifen
ITP - 2a Einengungstafel – ohne Gegenverkehr – Einzug links, noch ein Fahrstreifen
ITP - 2b Einengungstafel – ohne Gegenverkehr – Einzug links, noch zwei Fahrstreifen
ITP - 3a Aufweitungstafel – ohne Gegenverkehr – einstreifig plus ein Fahrstreifen rechts
ITP - 3b Aufweitungstafel – ohne Gegenverkehr – zweistreifig plus ein Fahrstreifen rechts
ITP - 4a Aufweitungstafel – ohne Gegenverkehr – einstreifig plus ein Fahrstreifen links
ITP - 4b Aufweitungstafel – ohne Gegenverkehr – zweistreifig plus ein Fahrstreifen links
ITP - 5a Verschwenkungstafel kurze Verschwenkung – ohne Gegenverkehr – zweistreifig nach rechts
ITP - 5b Verschwenkungstafel kurze Verschwenkung – ohne Gegenverkehr – dreistreifig nach rechts
ITP - 6a Verschwenkungstafel kurze Verschwenkung – ohne Gegenverkehr – zweistreifig nach links
ITP - 6b Verschwenkungstafel kurze Verschwenkung – ohne Gegenverkehr – dreistreifig nach links
ITP - 7a Verschwenkungstafel kurze Verschwenkung – mit Gegenverkehr – einstreifig nach rechts
ITP - 7b Verschwenkungstafel kurze Verschwenkung – mit Gegenverkehr – einstreifig nach links

### Andere Tafeln
Die anderen (spanisch Otras) Tafeln besitzen das Kürzel ITO. Die Tafeln sind orange hinterlegt.

IT1 - 1 Ersatzhaltestelle für Busse
ITD - 2 Umleitung für Fußgänger
ITD - 3 Lichtzeichenanlage außer Betrieb
ITD - 4 Fußgängerweg gesperrt

## Hinweisschilder

### Vorankündigungen
Schilder zur Vorankündigung von baulichen Gegebenheiten (spanisch Señales de Preseñalización) besitzen das Kürzel IP.

IP - 1 Blockumfahrung rechts, links, links
IP - 2 Notfallspur
IP - 3 Wegweiser für öffentliche Verkehrsmittel

### Wegweiser
Wegweiser (spanisch Señales de Dirección) besitzen das Kürzel ID.

ID - 1a Ausfahrt
ID - 1b Ausfahrt
ID - 2 Ankündigungsbake einstreifig (100 m)
ID - 2 Ankündigungsbake zweistreifig (200 m)
ID - 2 Ankündigungsbake dreistreifig (300 m)

### Entfernungstafeln
Entfernungstafeln (spanisch Señales de Confirmación) besitzen das Kürzel IC.

### Straßennummern
Identifikationsnummer von Straßen (spanisch Señales de Identificación Vial) besitzen das Kürzel IV.

IV - 1 Panamericana
IV - 2 (blau) Nationalstraße (Autobahn)
IV - 2 (grün) Nationalstraße
IV - 3 Regionalstraße mit Nummer
IV - 4 Radweg mit Nummer (Radschnellweg)

### Ortsschilder
Ortsschilder (spanisch Señales de Localización) besitzen das Kürzel IL bzw. ILPE bei Orten von ethnischer Relevanz.
Ortsschilder sind rechteckig mit grünem oder braunem Hintergrund und tragen den Namenszug der jeweiligen Ortschaft. Sie können zusätzlich ein Piktogramm besitzen. Am Ende einer Ortschaft wird ein dreifach durchgestrichenes Ortsschild platziert.

### Hinweisschilder für Dienstleistungen
Hinweisschilder für Dienstleistungen (spanisch Señales de Servicio) besitzen das Kürzel IS. Sie können selbstständig auf einem quadratischen Träger oder als Piktogramm auf Wegweisern platziert werden und haben je nach Art der Straße einen blauen (Autobahnen) oder grünen (sonstige Straßen) Hintergrund.

IS - 1 Flughafen
IS - 2 Restaurant
IS - 3 Unterkunft
IS - 4 Geldautomat
IS - 5 Campingplatz
IS - 6 Flugplatz
IS - 7 Einzelhandelsgeschäft
IS - 8 Kongresszentrum
IS - 9 Post
IS - 10 Pier
IS - 11 Tankstelle
IS - 12 Bahnhof
IS - 13 Kirche
IS - 14 Touristeninformation
IS - 15 Werkstatt
IS - 16 Krankenhaus
IS - 17 Toilette
IS - 18 Seilbahn
IS - 19 Telefon
IS - 20 Hafen
IS - 21 Mole
IS - 22 Strom-Tankstelle

### Hinweisschilder für Touristen
Hinweisschilder für Touristen (spanisch Señales de Atractivo Turístico) besitzen das Kürzel IT und besitzen einen braunen Hintergrund.

IT - 1 Klippe
IT - 2 Kunsthandwerk
IT - 3 Tauchen
IT - 4 Reiten
IT - 5 Kanusport
IT - 6 Seilrutsche
IT - 7 Wasserfall
IT - 8 Spielbank
IT - 9 Höhle
IT - 10 Jagd
IT - 11 Friedhof
IT - 12 Skihalle
IT - 13 Radsport
IT - 14 Weinprobe
IT - 15 Sportstätte
IT - 16 Dünen
IT - 17 Pferdesport
IT - 18 Klettern
IT - 19 Skifahren
IT - 20 Wasserski
IT - 21 Ethnotourismus
IT - 22 Wandern / Trekking
IT - 23 Fauna
IT - 24 Markt
IT - 25 Flora
IT - 26 Flora und Fauna
IT - 27 Musik
IT - 28 Burg
IT - 29 Gastronomie
IT - 30 Geysir
IT - 31 Geologie
IT - 32 Gletscher
IT - 33 Golf
IT - 34 Pädagogischer Bauernhof
IT - 35 Feuchtgebiet
IT - 36 See
IT - 37 Bergwerk
IT - 38 Aussichtspunkt
IT - 39 Fotomotiv
IT - 40 Berg
IT - 41 Bergsteigen
IT - 42 Ausgrabungsstätte / Archäologisches Museum
IT - 43 Baudenkmal
IT - 44 Naturdenkmal
IT - 45 Öffentliches Denkmal
IT - 46 Motocross
IT - 47 Mountainbike fahren
IT - 48 Museum
IT - 49 Schwimmen
IT - 50 Motorboot (-sport)
IT - 51 Segeln
IT - 52 Vogelbeobachtung
IT - 53 Walbeobachtung
IT - 54 Sternwarte / Observatorium
IT - 55 Paläontologie
IT - 56 Fallschirmspringen / Gleitschirmfliegen
IT - 57 Park
IT - 58 Naturpark
IT - 59 Welterbe
IT - 60 Angeln
IT - 61 Petroglyphe
IT - 62 Picknickplatz
IT - 63 Strand
IT - 64 Historisches Dorf
IT - 65 Rafting / Wildwasserpaddeln
IT - 66 Abseilen
IT - 67 Meeresschutzgebiet
IT - 68 Fluss
IT - 69 Rodeo
IT - 70 Salztonebene
IT - 71 Ramsar-Gebiet
IT - 72 Snowboardfahren
IT - 73 Wellenreiten
IT - 74 Thermalbad
IT - 75 Staudamm
IT - 76 Nostalgiezug
IT - 77 Weinberg
IT - 78 Vulkan
IT - 79 Windsurfen
IT - 80 Bauensemble
IT - 81 Zoo

### Hinweisschilder für Autobahnen und Schnellstraßen
Hinweisschilder für Autobahnen und Schnellstraßen (spanisch Señales para Autopistas y Autovías) besitzen das Kürzel IAA.

IAA - 1 Beginn einer Autobahn
IAA - 2 Ende einer Autobahn
IAA - 3 Autobahnabfahrt
IAA - 4 Anschlussstelle
IAA - 5 Wendestelle auf Autobahnen
IAA - 6 Rastplatz (mit Entfernung)
IAA - 7 Notrufsäule
IAA - 8 Autobahnabschnitt mit Mautsystem

### Hinweisschilder für Parkplätze
Hinweisschilder für Parkplätze (spanisch Señal Informativa de Estacionamiento) besitzen das Kürzel IE.

IE - 1a Parkplatz
IE - 1b Parkplatz für Fahrräder

### Andere Hinweisschilder
Die anderen Hinweisschilder (spanisch Otras Señales Informativas) besitzen das Kürzel IO.

IO - 1a Mautstelle
IO - 2a Fahrzeugwaage
IO - 3a Haltestelle für Linienbusse
IO - 3b Haltestelle für Sammeltaxis
IO - 3c Haltestelle für alle öffentlichen Verkehrsmittel
IO - 4 Beginn einer Busspur
IO - 5 Strecke für Linienbusse
IO - 6Geschwindigkeitsüber-wachung (Blitzer)
IO - 7a Beginn eines Fahrradstreifens
IO - 7b Ende eines Fahrradstreifens
IO - 7c Ende eines Radwegs
IO - 8 Fußgänger- und Fahrradzone
IO - 9 Videokameras zur Verkehrsüberwachung
IO - 10a Wartebereich für Krafträder an Lichtsignalanlagen
IO - 10b Wartebereich für Krafträder an Lichtsignalanlagen mit Busfahrstreifen. Dieser darf nicht genutzt werden.
IO - 10c Wartebereich für Krafträder an Lichtsignalanlagen mit Busfahrstreifen. Dieser darf genutzt werden.
IO - 11a Beginn einer Tempo 30-Zone
IO - 11b Ende einer Tempo 30-Zone
IO - 12 Fahrradstraße (Kraftwagen mit Höchstgeschwindigkeit von 30 km/h erlaubt)
IO - 13a Wartebereich für Fahrräder an Lichtsignalanlagen (einstreifig)
IO - 13b Wartebereich für Fahrräder an Lichtsignalanlagen (mehrstreifig)
IO - 13c Wartebereich für Fahrräder zum Abbiegen an Lichtsignalanlagen (rechts)
IO - 13d Wartebereich für Fahrräder zum Abbiegen an Lichtsignalanlagen (links)

## Verkehrsbeeinflussungsanlagen

### Wechselverkehrszeichen
Neben Text- und Geschwindigkeitsangaben, existieren für Verkehrsbeeinflussungsanlage vier Wechselverkehrszeichen, die über temporäre Gefahrenlagen informieren (spanisch Señales que advierten acerca de peligros en la vía). Sie besitzen das Kürzel PMV.

PMV - 1 Widrige Wetterverhältnisse (Niederschlag, Schneefall oder Nebel)
PMV - 2 Straßenverkehrsunfall
PMV - 3 Verkehrsstau
PMV - 4 Verkehrsbehinderung

### Symbole für Matrixanzeigen
Um dynamische Sperrungen und Freigaben von einzelnen Fahrstreifen zu erteilen, existieren drei Symbole für Fahrstreifensignalgeber. Um Richtungsangaben für dynamische Informationen auf Matrixanzeigen darzustellen, existieren drei genormte Pfeilsymbole. Die Zeichen besitzen das Kürzel RMV.

RMV - 1a Fahrstreifensignalgeber: Fahrspur gesperrt
RMV - 1b Fahrstreifensignalgeber: Fahrspur wechseln
RMV - 1c Fahrstreifensignalgeber: Fahrspur freigegeben
RMV - 2a Pfeil nach links
RMV - 2b Pfeil nach rechts
RMV - 2c Beidseitiger Pfeil